# ماتیاس راس
ماتیاس راس (انگلیسی: Mathias Ross؛ زادهٔ ۱۵ ژانویهٔ ۲۰۰۱) بازیکن فوتبال اهل دانمارک است.
وی همچنین در تیم‌های ملی فوتبال جوانان و زیر ۲۱ سال دانمارک بازی کرده‌است.